# Men's Health
Men’s Health is een lifestyletijdschrift voor mannen dat 11 keer per jaar verschijnt. Het tijdschrift komt één keer per maand uit met uitzondering van het winternummer. Men’s Health wordt in Nederland uitgegeven door Hearst Netherlands (uitgever van onder andere Elle, Quote, Esquire en Cosmopolitan).
Men’s Health verschijnt in Nederland sinds 1998. In de V.S. verschijnt het blad sinds 1987. Het magazine wordt in 61 landen uitgegeven. De vaste thema’s in Men’s Health zijn fitness, seks, gezondheid, voeding, psyche en mode. De Nederlandstalige editie van het blad heeft een oplage van bijna 50.000 per editie. Vanaf 2004 was Jan Peter Jansen hoofdredacteur van Men's Health. In Januari 2015 kondigde Jansen aan te vertrekken, waarna Ronald Janus hem opvolgde als hoofdredacteur.

## Oplage

### Nederland
| Jaar | Betaalde gerichte oplage | Totaal verspreide oplage |       |
| ---- | ------------------------ | ------------------------ | ----- |
| 2004 | 52.541                   | 53.590                   | [ 2 ] |
| 2006 | 50.082                   | 51.981                   | [ 3 ] |
| 2007 | 49.752                   | 52.332                   | [ 4 ] |
| 2011 | 44.384                   | 47.797                   | [ 5 ] |
| 2012 | 44.690                   | 46.891                   | [ 6 ] |
| 2022 | 19.872                   | 19.962                   |       |